# Jour d'indépendance
Cet article concerne un film. Pour l'événement politique, voir Indépendance (politique) et Jour de l'Indépendance.
Pour plus de détails, voir Fiche technique et Distribution.
Jour d'indépendance est un court métrage réalisé par Victor Vicas, sorti en 1951, commande des Services d'information de l'état d'Israël et l'aide à Israël.

## Synopsis
Le 10 mai 1951, est célébré le 31e anniversaire de la naissance de l'État juif. Le film parcourt tout ce qui représente l'indépendance pour les Israéliens, la fierté de leur marine, les armes et la joie de la libération. Les festivités ne se déroulent pas seulement en Israël mais dans tous les pays où vivent des Israéliens en exil, comme les États-Unis.
Dans le film apparaissent Moshe Sharett, Chaim Weizmann et Yosef Sprinzak.

## Fiche technique
- Titre: Jour d'indépendance
- Titre international: Day of independence / Jom Hazmaut
- Producteur: Samuel J. Schweig
- Assistant Réalisation: Tolly Reviv, Jo Sussman
- Commentaire version française: Naomi Vicas
- Commentaire version anglaise: Michael Elkins
- Commentaire version hébraïque: Joseph Kariv
- Cadreur: Rolf Michael Kneller, Fred Csasznik, Jacob Marx, Laurie Friedman, Shimon Fuchs, Alfred Steinhardt
- Musique: Rudolph Goehr
- Pays:  Israël
- Format: Noir et blanc - 1,37:1 - Mono
- Durée: 19 minutes
- Date de sortie: 1951